# To'u Ai'a
Le To'u Ai'a (« Notre[réf. nécessaire] patrie » en tahitien) est un petit parti politique, fondé le 28 avril 2007, lors de son premier congrès, par Monil Tetuani sur la base d'un programme qui propose « d'unifier les archipels au sein d'un espace cohérent, sans empiéter sur les spécificités de chacun ». Monil Tetuanui est un ancien maire de Tahaa, ancien conseiller à l'Assemblée de la Polynésie française, dissident du Tavini Huiraatira, partisan de l'indépendance économique plus que l'indépendance politique.
Vice-présidents : Rémy Teamo, Diégo Tetihaia, Georgio Teruaotu, Emmanuel Metuaaro ; secrétaire : Gontran Haapa ; trésorière : Nellya Clark.